# Рабад
Раба́д (араб. رَبَض‎ [raˈbadˤ] — предместье, также рабат) — окраина, торгово-промышленное предместье в средневековых (VII—VIII века) городах Средней Азии и Южного Казахстана, Ирана, Афганистана. В классической трёхчастной схеме средневекового города (цитадель/шахристан/рабад) рабад примыкал к укреплённой части города — шахристану. Позднее вокруг рабада сооружались крепостные стены и рвы; иногда рабадом называют общую городскую стену предместий и шахристана. В IX—XII веках рабад являлся центром экономической и политической жизни средневекового мусульманского города.